# Haut-fourneau de Saint-Vincent-de-Mercuze
Le Haut-fourneau de Saint-Vincent-de-Mercuze ou Haut-fourneau de Marcieu est un ancien haut-fourneau du XVIIIe siècle situé sur la commune de Saint-Vincent-de-Mercuze dans le département de l'Isère. Son inscription au titre des monuments historiques en 1989 est annulée par le tribunal administratif de Grenoble en 1993. Il est labellisé Patrimoine en Isère en 2019.

## Localisation
Le Haut-Fourneau est situé au sud du hameau de Montalieu, au lieu-dit La combe, au bord du ruisseau d'Alloix, sur un terrain privé.

## Histoire
Le haut-fourneau est construit au début du XVIIIe siècle par la famille de Marcieu. Il remplace un précédent haut-fourneau attesté au Touvet en 1649. La première gueuse est coulée en 1727. Il traite alors le minerai de fer extrait dans la région d'Allevard. Le bois employé est issu des forêts de Saint Bernard et de l’Aulp du Seuil. En 1763 et 1776 la fonderie cesse d'acheter du minerai après l'acquisition par la famille de Marcieu de fosses à Saint-Pierre-d’Allevard, dans le bas-Reculet et la Génivelle[Où ?]. À la fin de l'ancien régime, le haut-fourneau est le second producteur de fonte du Dauphiné .
Après la mise sous séquestre de la fonderie à partir du 19 pluviôse an II (7 février 1794), le marquis de Marcieu obtient en 1807 l'autorisation de relancer le haut-fourneau. Après plusieurs études entre 1806 et 1812, notamment par l'ingénieur Émile Geymard, la fonderie est réorganisée en 1839 dans un contexte de crise de la métallurgie dauphinoise. Le haut-fourneau est en conséquence reconstruit en 1845 ou 1856. Le nouveau dispositif comprend trois voûtes : une pour la coulée et deux pour le travail. Son mode de fonctionnement, typique des hauts-fourneaux du Dauphiné, repose sur la propulsion de l'air par un système de deux trompes en lieu et place de soufflets.
L'activité du haut-fourneau cesse en 1865 et les concessions minières de Saint-Pierre-d’Allevard sont vendues en 1874 à Schneider et Cie par le marquis Gaston de Marcieu.